# Janina Opieńska-Blauth
Janina Zofia Opieńska-Blauth (także Blaut) (ur. 20 lipca 1895 w Żółkwi, zm. 18 listopada 1987 w Lublinie) – polska biochemiczka, nauczycielka akademicka, doktorka honoris causa Akademii Medycznej w Lublinie, działaczka harcerska, uczestniczka II powstania śląskiego i powstania warszawskiego.

## Życiorys
Była córką Jana Opieńskiego, lekarza, działacza społecznego i polityka narodowo-demokratycznego, oraz Marii z Gąsiorowskich, malarki amatorki, działaczki harcerskiej i narodowej. Jej stryjem był kompozytor Henryk Opieński. Uczyła się w domu, a następnie w szkole prowadzonej przez zakonnice, w Prywatnym Gimnazjum Żeńskim Heleny Strażyńskiej w Krakowie, wreszcie w Prywatnym Liceum M. Zagórskiej we Lwowie. W 1914 zdała maturę w VIII Gimnazjum Realnym we Lwowie. Następnie wyjechała do rodziny w Krakowie.
Od 1912 włączyła się w ruch harcerski. W 1913 uczestniczyła w żeńskim kursie skautowym w Berezowie (opiekunką i kierowniczką gospodarczą była jej matka). Po wybuchu I wojny światowej dołączyła do kadry punktu Czerwonego Krzyża na Dworcu Głównym w Krakowie. W Pardubicach zorganizowała tajne nauczanie dla dzieci szkolnych i żeński zastęp skautowy, rekrutujący się z polskich uchodźców z Gorlic, Jasła i Sanoka. Z Pardubic wyjechała wraz z rodziną do Chocenia, gdzie ojciec został naczelnym lekarzem. Z skautowej drużyny, do której dołączyła w Choceniu, powstała później 4. Krakowska Drużyna Żeńska. Opieńska była jej drużynową do 1918.
W końcu 1915 wróciła z rodziną do Krakowa i zaangażowała się w działalność społeczną, m.in. akcję szczepienia przeciwko ospie. W latach 1915–1926 była członkinią Związku Młodzieży Polskiej „Zet”. W 1917 została komendantką drużyn żeńskich w Krakowie, a w 1918 komendantką Krakowskiej Chorągwi Żeńskiej. W 1918 była członkinią Biura Związkowego Naczelnictwa Skautowego w Krakowie oraz członkinią pierwszego ogólnopolskiego kursu instruktorskiego w Staszowie. W czasie obrony Lwowa kierowała służbą łączności i wywiadu w wykonaniu skautek. Od lipca 1920 kierowała Wydziałem Opieki Głównej Kwaterze Żeńskiej, który opiekował się harcerkami i harcerzami ewakuowanymi z Kresów Wschodnich oraz pomocą ewakuowanej ludności. W sierpniu 1920 podczas plebiscytu na Śląsku była członkinią zarządu Sekcji Żeńskiej i instruktorką Inspektoratu Harcerskiego Górnego Śląska przy Polskim Komisariacie Plebiscytowym. W 1921 była komendantką obozu żeńskiego w czasie I Zjazdu Kół Starszego Harcerstwa pod Ostrowem i członkinią Narodowej Rady Harcerskiej. W latach 1921–1922 kierowała Kształceniem Przodownic w Głównej Kwaterze Żeńskiej. Na Śląsku została do marca 1921.
W 1915 zaczęła na Uniwersytecie Jagiellońskim studia chemiczne. Po trzech latach przeniosła się na Uniwersytet Lwowski, a potem na Uniwersytet Warszawski. W 1918 na lwowskiej uczelni, jako studentka IV roku, została asystentką Stanisława Bądzyńskiego. W latach 1919–1924 była starszą asystentką w Zakładzie Chemii Fizjologicznej Wydziału Lekarskiego UW. W 1923 uzyskała tytuł doktorski z chemii. Po dwuletnim kursie (chemia i wychowanie fizyczne) dostała dyplom nauczycielski. W 1924 wyjechała do Torunia, gdzie jej mąż Jerzy Blauth, za którego wyszła w 1924, dostał pracę w banku. Przez rok uczyła w Żeńskim Seminarium Nauczycielskim chemii. W latach 1924–1939 pracowała w Państwowym Zakładzie Higieny w Dziale Leków, Witamin i Hormonów, w Wydziale Oświaty Pozaszkolnej i w Zakładzie Biochemii. W PZH prowadziła badania nad zastosowaniem wybranych metod chemicznych w medycynie sądowej. Była też nauczycielką w Powszechnym Uniwersytecie dla Dorosłych.
Przed II wojną światową należała do Towarzystwa Krzewienia Kultury Fizycznej Kobiet. Popularyzowała wychowanie fizyczne wśród kobiet, prowadziła zajęcia gimnastyczne i gry sportowe (ukończyła kurs gimnastyki artystycznej w Kopenhadze). Po wybuchu wojny wyjechała z synem Krzysztofem (1930–1999) do Lwowa. W grudniu 1939 jej mąż wyjechał do Francji w celu udziału w tworzeniu armii gen. Andersa.
W latach 1939–1941 pracowała w Zakładzie Chemii Fizjologicznej Wydziału Lekarskiego Uniwersytetu Lwowskiego. W Katedrze Chemii Lekarskiej UL współpracowała z Jakubem Parnasem. W latach 1941–1943 pracowała w Fabryce Organopreparatów „Laokoon” we Lwowie. Po wyjeździe do Warszawy, w latach 1943–1944, pracowała w prywatnej wytwórni leków. Brała udział w powstaniu warszawskim. Była więźniarka obozu Dulag 21 w Pruszkowie. Potem w Krakowie pracowała w fabryce farb drukarskich, a na tajnych kursach dla maturzystów uczyła fizyki.
W 1945, po przeprowadzce do Lublina, zaczęła pracę na Uniwersytecie Marii Curie-Skłodowskiej, w Filii Państwowego Zakładu Higieny oraz w Gimnazjum i Liceum im. Jana Zamoyskiego. W lutym 1945 powierzono jej kierownictwo Zakładu Chemii Fizjologicznej na Wydziale Lekarskim UMCS. W latach 1945–1953 była kierowniczką Działu Wodnego Wojewódzkiej Stacji Sanitarnej. W 1948 uzyskała habilitację i profesurę nadzwyczajną, zaś tytuł profesora zwyczajnego w 1957. W 1957 spędziła trzy miesiące we Francji i Anglii, budując i rozwijając kontakty naukowe.
W latach 1946–1949 pełniła funkcje prodziekana Wydziału Lekarskiego UMCS, a na Akademii Medycznej w Lublinie w latach 1956–1959 prorektora ds. nauczania i wychowania oraz w latach 1962–1965 prorektora ds. dydaktyki i nauki. Była pierwszą przewodniczącą Senackiej Komisji Kół Naukowych. Współpracowała z Kliniką Pediatryczną AM. W 1950 została przewodniczącą Komisji Importu Książek i Czasopism Biblioteki Głównej Akademii Medycznej w Lublinie. W 1983 otrzymała doktorat honoris causa AM.
Przed II wojną światową w PZH w Warszawie badała hormon przytarczyc, zaś w czasie wojny fosforylacje w drożdżach. Po 1945 propagowała metodę chromatografii bibułowej. Wprowadziła ją do laboratoriów naukowych i klinicznych w Polsce. W bibułę chromatograficzną zaopatrywała się dzięki rodzinie w Anglii. Odkryła kilka rodzajów zaburzeń metabolicznych u noworodków. Prowadziła badania nad aminoacydurią i aminoacydomią u dzieci. Badała metabolizm węglowodanów u Escherichia coli w syntetycznych hodowlach. O wykryciu bezfosforowego metabolitu przemiany glukozy napisała w „Nature”.
Była autorką 136 prac naukowych, w tym podręczników, monografii i innych (m.in. pierwszej polskiej monografii Chromatografia). W czasopiśmie „Przyroda i Technika” w latach 1935–1939 opublikowała ok. 60 artykułów na temat witamin, leków i hormonów. Była recenzentką ponad 200 rozpraw doktorskich i habilitacyjnych.
Od 1922 należała do Polskiego Towarzystwa Chemicznego, od 1954 Polskiego Towarzystwa Biochemicznego (była jego współzałożycielką), od 1960 do Lubelskiego Towarzystwa Naukowego. Była członkinią honorową wszystkich tych towarzystw (PTCh od 1981). Należała do Komitetu Biochemicznego PAN oraz Komisji Biochemicznej działającej przy Ministerstwie Zdrowia. Była członkinią rad naukowych: Instytutu Medycyny Wsi, Instytutu Biochemii i Biofizyki PAN oraz Instytutu Żywności i Żywienia.
Od 1965 była na emeryturze, ale nadal działała na uczelni, m.in. jako członkini Klubu Seniora UMCS i członkini jego zarządu. Była prezeską klubu.
W latach 1979–1987 była członkinią Kręgu Instruktorskiego „Szaniec” w Hufcu Lublin-Miasto. W 1984 uzyskała stopień harcmistrzyni. W 1988 wydała książkę Polskie harcerki w dziesięcioleciu 1911–1921. Przyczynek do dziejów harcerstwa żeńskiego, zaś w 1979 autobiografię Drogi i spotkania: wspomnienia profesora.
Została pochowana na cmentarzu przy ul. Lipowej w Lublinie (kwatera 25a).

## Odznaczenia
- Krzyż Kawalerski Orderu Odrodzenia Polski
- Krzyż Walecznych
- Złoty Krzyż Zasługi
- Medal Niepodległości
- Odznaka Honorowa „Za wzorową pracę w służbie zdrowia”[6]

## Upamiętnienie
Zarząd Główny Polskiego Towarzystwa Biochemicznego od 1994 przyznaje nagrodę jej imienia (w formie stypendium) za szczególnie wartościowe prace badawcze.